# Karl Wolfgang Scheiber
Karl Wolfgang Scheiber (Stanzach, 4 novembre 1921 – Stanzach, 4 febbraio 2012) è stato un politico, poeta e giornalista austriaco.

## Biografia
Era figlio del Oberjägers Hunter Ludwig Scheiber e di sua moglie Anna (nata Doser) in Stanzach (Lechtal in Tirolo) dove ha frequentato la scuola elementare e media; successivamente invece ha frequentato la scuola secondaria presso Innsbruck. Ha scritto due romanzi utopistici con il cui guadagno ha costituito la base finanziaria per la costruzione di una manifattura dei tappeti in Stanzach. La manifattura, esistita fino al 1998, gli ha dato la possibilità di vendere i loro prodotti in Europa centrale.

## Politica regionale
Si è battuto instancabilmente per l'autodeterminazione dell'Alto Adige. Nel 1957 fondò il partito "Freie Tiroler Heimatliste". Nel 1965 fu solo a livello provinciale ma dal 1970 divenne presidente della Bergisel-Bund (BIB) austriaca, la quale fiancheggiò i terroristi del Befreiungsausschuss Südtirol. In questa veste, nel 1979 ha ricevuto dall'ex segretario generale Kurt Waldheim delle Nazioni Unite a New York. Per l'Italia, ha ricevuto quindi un divieto permanente di ingresso. Nel 1966 dopo la fusione delle associazioni altoatesine per "Union für Südtirol", ne è stato il presidente esecutivo.
Dal 1962 al 1965 divenne sindaco della sua città natale Stanzach dove si trasferì le sue attività principali nella valle Tannheimer. Nel 1970 ha fondato il Talschaftsverband per scopi promozionali.

## Manifestazione a Gries di Brennero
Fu uno degli ideatori della manifestazione svoltasi a Gries am Brenner il 15 settembre 1991, soprannominata "vento baltico", ovvero "una grande manifestazione al Brennero, quale primo obiettivo per conseguire il più velocemente possibile la riunificazione del Tirolo e impedire la concessione della quietanza liberatoria". Nella primavera venne fondato il gruppo Wiedervereinigung Jetzt (letteralmente "riunificazione adesso"), politicamente vicino alle idee della politica Eva Klotz, sostenuti da Christian Waldner, segretario della Junge Generation dell'SVP, Ferdinand Willeit e Franz Arthur Pahl, autore del libro Tiroler Einheit, jetzt! dove indica i 5 punti per la secessione dell'Alto Adige e la sua riunificazione al Tirolo austriaco. Il riferimento all'autodeterminazione preoccupa l'SVP tanto che l'Obmann Roland Riz è costretto nuovamente a prenderne le distanze e dichiarando che i membri dell'SVP potranno partecipare alla manifestazione ma solo a titolo personale. Dall'idea iniziale della manifestazione, alcuni soggetti di spicco, come la deputata di Innsbruck Eva Lichtenberg, si ritirano. Altri parteciperanno personalmente come Alexander Langer. L'idea della manifestazione presso il confine austriaco alimenta una contro manifestazione dell'Movimento Sociale Italiano (MSI) dall'altra parte del confine.
Il giorno della manifestazione non vi fu una partecipazione di massa come aspettata; dei 16.000 Schützen in 138 compagnie, parteciparono solo 4.000, di cui 500 provenienti dal Trentino e 1000 dall'Alto Adige. Luis Durnwalder, futuro governatore dell'Alto Adige, era anche presente alla manifestazione, fu fischiato durante il suo intervento improntato sulla Realpolitik e alla scelta per l'autonomia. Da questa manifestazione ne escono vincitori le sue idee assieme a quelle di Alois Partl, maggiormente orientate alla nascita della Regione europea del Tirolo, la futura Euregio Tirolo-Alto Adige-Trentino. Altri esponenti irredentisti come Hans Stieler definiscono la delusione della manifestazione come figlia del benessere economico, così come il contadino che ha messo a disposizione i prati di Griesberg.

## Romanzi
- Turbinen heulen auf, 1948.
- Im All verschollen, 1947.